# Persone di nome Hans/Pittori
| Questa pagina contiene informazioni ricavate automaticamente dalle voci biografiche con l'ausilio del template Bio e di un bot. L'aggiornamento è periodico e automatico e ricostruisce completamente la pagina. Se manca una persona in questa lista, sei pregato di non aggiungerla, ma accertati piuttosto che la sua voce biografica contenga il template Bio e che i dati anagrafici siano correttamente compilati. Se il template Bio manca, inseriscilo tu stesso o, in alternativa, metti l'avviso {{tmp\|Bio}} che ne segnala la mancanza. Se i dati riportati sono sbagliati, correggi direttamente la voce biografica; le modifiche saranno visibili in questa lista entro pochi giorni. Per chiarimenti vedi il progetto antroponimi. La lista contiene solo le 56 persone che sono citate nell'enciclopedia e per le quali è stato implementato correttamente il template Bio. Pagina aggiornata al 16 ott 2024. |

Questa è una lista di persone presenti nell'enciclopedia che hanno il nome Hans e sono pittori.

## A(6)
- Hans von Aachen, pittore tedesco (Colonia, n. 1552 - Praga, † 1615)
- Hans Abel, pittore tedesco
- Hans Ableger, pittore austriaco
- Hans Aeschbacher, pittore e scultore svizzero (Zurigo, n. 1906 - Russikon, † 1980)
- Hans Arp, pittore, scultore e poeta francese (Strasburgo, n. 1887 - Basilea, † 1966)
- Hans Asper, pittore svizzero (Zurigo, n. 1499 - Zurigo, † 1571)

## B(7)
- Hans Baldung, pittore, disegnatore e incisore tedesco (Schwäbisch Gmünd - Strasburgo, † 1545)
- Hans Baluschek, pittore tedesco (Breslavia, n. 1870 - Berlino, † 1935)
- Hans Bellmer, pittore, scultore e fotografo tedesco (Katowice, n. 1902 - Parigi, † 1975)
- Hans Bol, pittore e artista fiammingo (Mechelen, n. 1534 - Amsterdam, † 1593)
- Hans Bornemann, pittore tedesco (n. 1420 - Amburgo, † 1474)
- Hans Andersen Brendekilde, pittore danese (Brændekilde, n. 1857 - Jyllinge, † 1942)
- Hans Burgkmair, pittore tedesco (Augusta, n. 1473 - Augusta, † 1531)

## C(3)
- Hans Canon, pittore austriaco (Vienna, n. 1829 - Vienna, † 1885)
- Hans Christiansen, pittore e artigiano tedesco (Flensburgo, n. 1866 - Wiesbaden, † 1945)
- Hans Clemer, pittore fiammingo (Fiandre - Piemonte)

## D(3)
- Hans Dahl, pittore norvegese (Granvin, n. 1849 - Balestrand, † 1937)
- Hans Dürer, pittore, illustratore e incisore tedesco (Norimberga, n. 1490 - Cracovia, † 1538)
- Hans de Jode, pittore olandese (L'Aia, n. 1630 - Vienna, † 1663)

## E(1)
- Hans Erni, pittore, disegnatore e scultore svizzero (Lucerna, n. 1909 - Lucerna, † 2015)

## F(1)
- Hans Fries, pittore svizzero (Friburgo - Berna)

## G(3)
- Hans Ruedi Giger, pittore, designer e scultore svizzero (Coira, n. 1940 - Zurigo, † 2014)
- Hans Grundig, pittore e grafico tedesco (Dresda, n. 1901 - Dresda, † 1958)
- Hans Gude, pittore norvegese (Oslo, n. 1825 - Berlino, † 1903)

## H(9)
- Hans Jordaens III, pittore e disegnatore fiammingo (Anversa - Anversa, † 1643)
- Hans di Brunico, pittore italiano
- Hans Hartung, pittore tedesco (Lipsia, n. 1904 - Antibes, † 1989)
- Hans Heyerdahl, pittore svedese (Smedjebacken, n. 1857 - Oslo, † 1913)
- Hans Heysen, pittore australiano (Amburgo, n. 1877 - Hahndorf, † 1968)
- Hans Hirtz, pittore tedesco (n. 1400 - Strasburgo, † 1463)
- Hans Hofmann, pittore tedesco (Weißenburg in Bayern, n. 1880 - New York, † 1966)
- Hans Holbein il Giovane, pittore e incisore svizzero (Augusta - Londra, † 1543)
- Hans Holbein il Vecchio, pittore e incisore tedesco (Augusta, n. 1460 - Issenheim, † 1524)

## K(2)
- Hans Krüsi, pittore svizzero (Zurigo, n. 1920 - San Gallo, † 1995)
- Hans von Kulmbach, pittore e incisore tedesco (Kulmbach - Norimberga, † 1522)

## L(5)
- Hans Larwin, pittore austriaco (Vienna, n. 1873 - Vienna, † 1938)
- Hans Sebald Lautensack, pittore tedesco (Norimberga - Vienna, † 1563)
- Hans Leu il Vecchio, pittore svizzero (Baden - Zurigo, † 1507)
- Hans Leu il Giovane, pittore svizzero (Zurigo - Gubel, † 1531)
- Hans Lietzmann, pittore e disegnatore tedesco (Berlino, n. 1872 - Torbole sul Garda, † 1955)

## M(6)
- Hans Makart, pittore austriaco (Salisburgo, n. 1840 - Vienna, † 1884)
- Hans Maler zu Schwaz, pittore tedesco (Ulma, n. 1480)
- Hans von Marées, pittore tedesco (Elberfeld, n. 1837 - Roma, † 1887)
- Hans Memling, pittore tedesco (Seligenstadt - Bruges, † 1494)
- Hans Mielich, pittore tedesco (Monaco di Baviera, n. 1516 - Monaco di Baviera, † 1573)
- Hans Multscher, pittore e scultore tedesco (Leutkirch im Allgäu - Ulma, † 1467)

## O(1)
- Hans Orlowski, pittore e incisore tedesco (Insterburg, n. 1894 - Berlino, † 1967)

## P(1)
- Hans Pleydenwurff, pittore tedesco (Norimberga, † 1472)

## S(3)
- Hans Savery il Vecchio, pittore olandese (Kortrijk, n. 1564)
- Hans Leonhard Schäufelein, pittore tedesco (Norimberga, n. 1480 - Nördlingen, † 1540)
- Hans Schöpfer il Vecchio, pittore tedesco (Monaco di Baviera, † 1569)

## T(2)
- Hans Thoma, pittore tedesco (Bernau im Schwarzwald, n. 1839 - Karlsruhe, † 1924)
- Hans Tyderle, pittore e incisore tedesco (Svitavy, n. 1926)

## V(1)
- Hans von Tübingen, pittore austriaco (n. 1380 - † 1462)

## W(2)
- Hans Wertinger, pittore e disegnatore tedesco (Landshut, † 1533)
- Hans Witz, pittore svizzero